# Ћелијско дисање
Ћелијско дисање (енгл. cellular respiration) је процес у којем се хемијске везе из молекула богатих енергијом, као што је глукоза, претварају у енергију за животне процесе. Оксидација органских молекула - на пример у логорској ватри - је егзотермна реакција која брзо производи велике количине енергије. Једначина оксидације глукозе је:
 + Произведена енергија (2830 kJ
У ватри се неконтролисано ослобађа огромна енергија у облику светлости и топлоте. Ћелијско дисање је исти процес, који се одвија постепено, у неколико корака, а чији је резултат претварање енергије ускладиштене у молекулима глукозе у употребљиву хемијску енергију у облику АТП-а.

## Аеробно дисање
Да би аеробно дисање било могуће неопходно је присуство кисеоника. Ово је један од процеса који се често употребљава и при ком се разлаже пириват путем гликолизе и у ком пириват улази у митохондрије како би био потпуно оксидован путем Кребсовог циклуса. Производ овог процеса је енергија у облику АТП-а, путем фосфорилације НАДХ и ФАДХ2. Редуктивни потенцијал НАДХ и ФАДХ2 се претвара у додатни број молекула АТП-a (имати на уму да је циљ ћелије да створи што више молекула АТП-a који представљају енергију) путем транспортног ланца електрона у којем је кисеоник крајњи прималац електрона. Већина молекула АТП-а створених у ћелијском дисању су производ оксидативне фосфорилације, где су АТП молекули направљени захваљујући хемиосмотичном потенцијалу којим управља катализатор. У савршеним условима, разлагањем једног молекула глукозе до крајњих производа (угљен-диоксида и воде) ствара се 38 молекула АТП-a у ћелијском дисању. Међутим, обично не дође до 38 молекула АТП јер се неки од молекула енергије утроше на процесе као што је пренос пирогрожђане киселине у митохондрије. Код еукариота ћелијско дисање се одвија у митохондријама а код прокариота у ћелијској опни.
Аеробни метаболизам је ефикаснији од анаеробног метаболизма. Почиње са Гликолизом анаеробног метаболизма и наставља са Кребсовим циклусом и оксидативном фосфорилацијом.

### Гликолиза
Гликолиза је метаболички процес који је присутан у свим живим организмима и при ком није потребно присуство кисеоника. Процесом се на један молекул глукозе добијају два молекула пирогрожђане киселине, и притом ствара енергију у облику два молекула АТП-а.
На један молекул глукозе произведу се четири молекула АТП-а, али два се утроше при припреми ћелије за улазак у гликолизу. Почетна фосфорилација глукозе је неопходна како би се молекул избацио из равнотеже и од шесточланог шећера настала две триозе, односно два шећера од по три угљеникова атома. Током последњих корака гликозе четири фосфатне групе се пребаце на АДП фосфорилацијом, како би се створила четири молекула АТП и два молекула NADH се створе путем оксидације. Гликолиза се одвија у цитоплазми ћелије. 
Једначина за овај процес следи:
- Глукоза +

#### Ензими гликолизе
Киназа - трансфер фосфорил групе
Мутаза - фосфорил група се помера са једног на други кисеоник истог молекула
Изомераза - трансформација алдозе у кетозу и обрнуто
Дехидратаза - елиминација молекула воде
Алдоза - ензим кида С-С (угљеник) везу при чему се из једног молекула добија алдоза и кетоза

### Оксидативна декарбоксилација
Оксидативна декарбоксилација је процес стварања ацетил коензима А, скраћено ацетил-CoA, из пирогрожђане киселине. Ова оксидативна реакција такође за продукт има угљен-диоксид.

### Кребсов циклус
Главни чланак: Кребсов циклус
Кребсов циклус је такође познат и као циклус лимунске киселине. Када је кисеоник присутан, ацетил-CoA улази у Кребсов циклус у ком се оксидише до угљен-диоксида, док се у исто време редукује никотинамид аденин динуклеотид, односно NAD, у NADH, где је H један атом водоника. NADH даље улази у транспортни ланац електрона где се стварају молекули АТП-а, делом путем оксидативне фосфорилације.
Када су услови аеробни, пириват који је настао у процесу гликолизе се декарбоксилује и настаје ацетил. Он се спаја са коензимом А (CoA) и настаје ацетат-CoA. Он се спаја са оксалосирћцетном киселином и формира лимунску киселину. Она се декарбоксилује до α-кетоглутарне киселине. Поново се врши декарбоксилација и настаје ћилибарна киселина. Након тога више се не врши декарбоксилација. Ћилибарна киселина се даље претвара у фумарну киселину, она у јабучну киселину, која прелази у оксалосирћетну киселину. Тако настаје почетно једињење и Кребсов циклус се може поновити.

## Анаеробна респирација
Када кисеоник није присутан, пирогрожђану киселину је немогуће метаболизирати целуларном респирацијом, већ у том случају метаболизам се одвија путем ферментације.